# Bantorget
Se även Norra Bantorget i Stockholm.

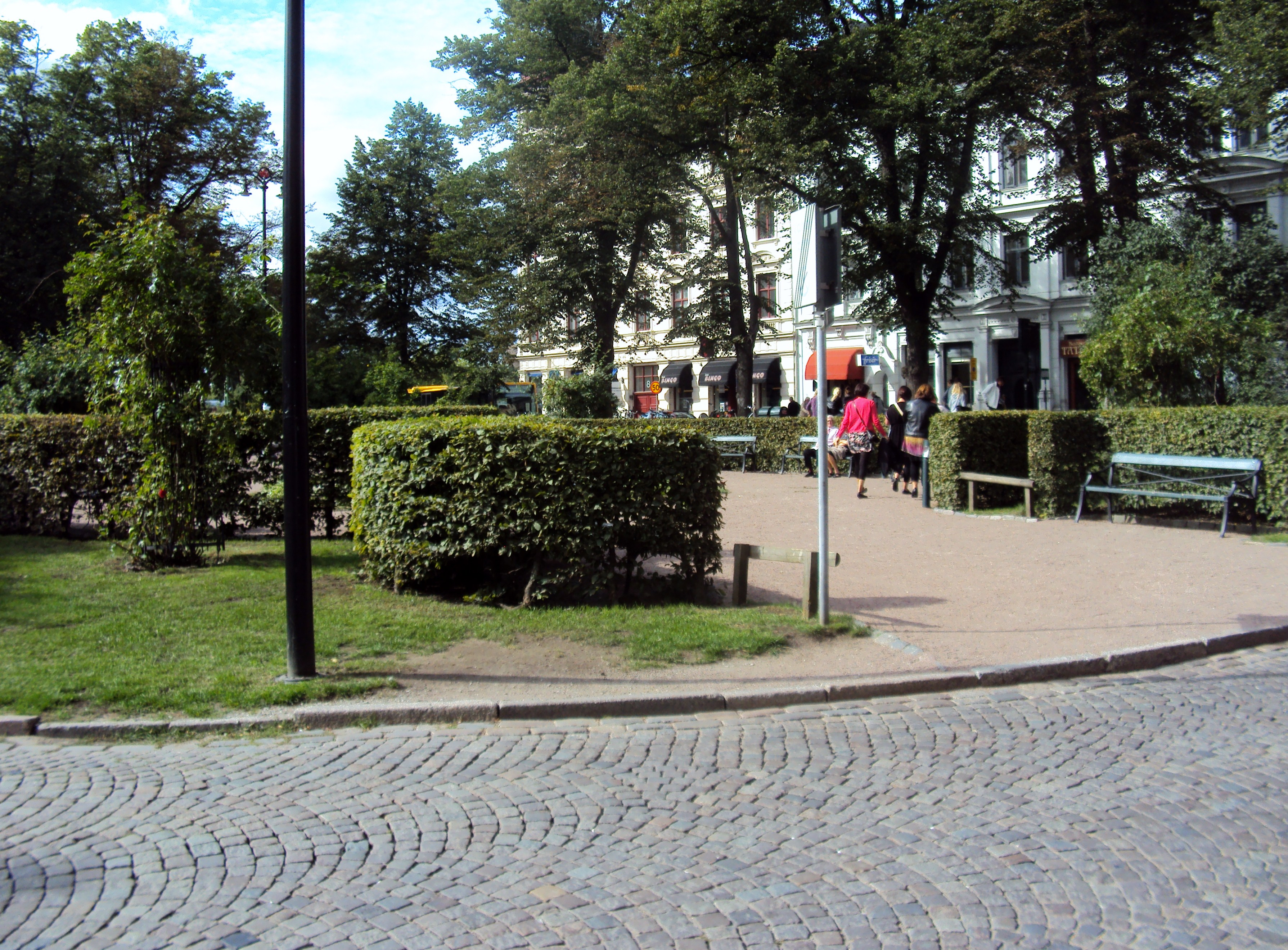
Bantorget.

Bantorget är ett torg, beläget strax sydost om Lunds centralstation, mellan Grand Hotel och järnvägsviadukten. Det är ett av fyra torg i Lund som ligger nära järnvägen. De andra torgen är Clemenstorget i nordost, Knut den Stores torg i öst, och Västra Stationstorget väster om centralstationen. Namnet till trots har Bantorget snarare karaktären av en mindre park med mycket växtlighet. Rakt genom torget går gångbanor.

## Historik

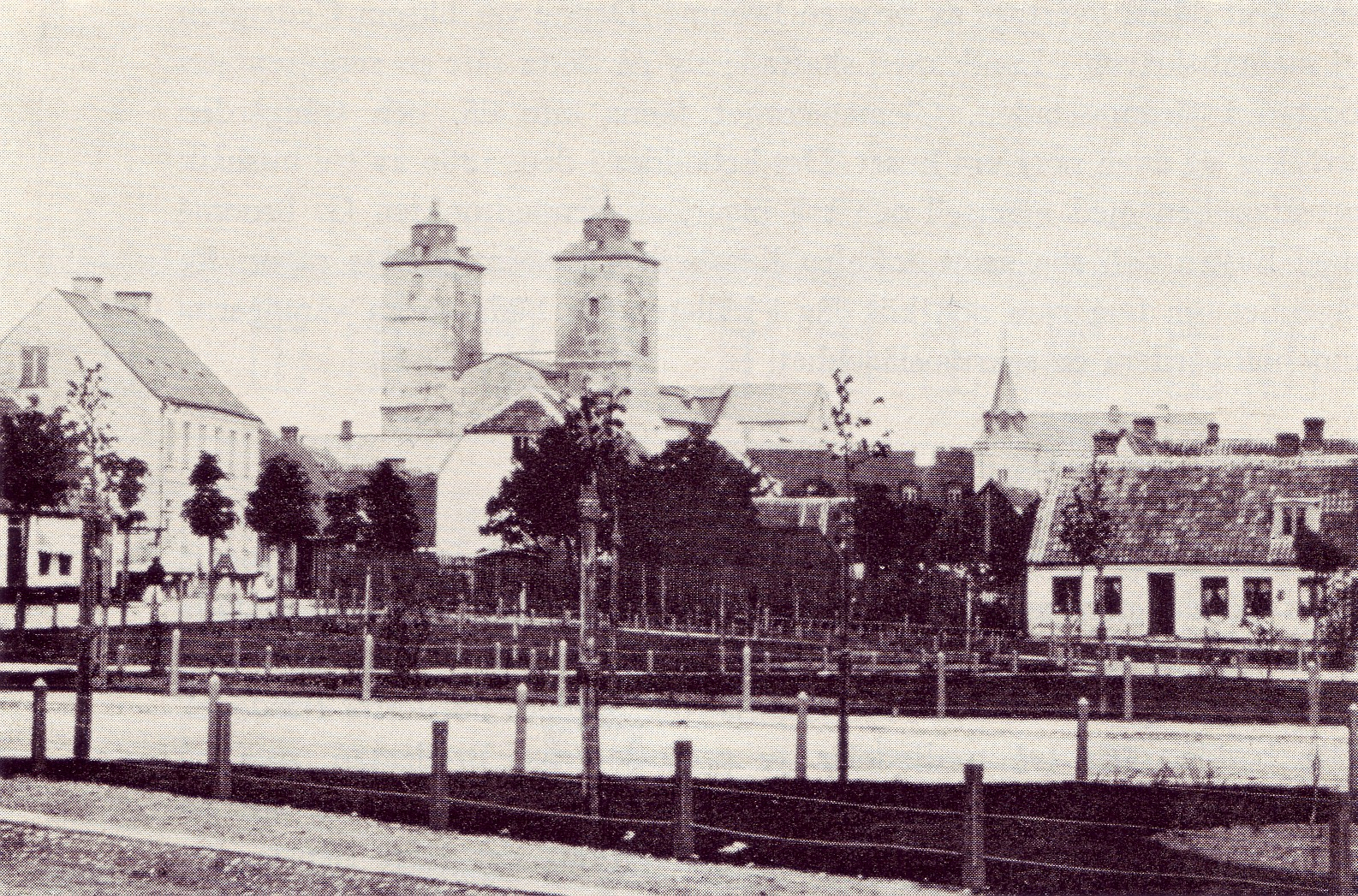
Bantorget på 1860-talet.
Foto: B.A. Lindgren

Torget anlades några år efter järnvägens öppnande 1856. Dess gränser utgjordes av äldre gatusträckningar. I söder gränsade torget till Stora Fiskaregatan som ledde till Västertull, i norr mot Klostergatan som lett till Sankt Peters Klosters kyrka. På torgets östra sida fanns tidigare en gata kallad Fiskaresträtet eller Fiskaregatan utmed kvarteret Sankt Jacob och i väster fanns järnvägen. Med tiden skulle Fiskaresträtet utgå som gatunamn och uppgå i Bantorget, vilket även skedde med de delar av Stora Fiskaregatan och Klostergatan som låg utmed Bantorget. En fortsättning av Lilla Fiskaregatan delade torget i två delar, varav den norra fick en kvadratliknande form.
År 1985 byggdes torget om och den norra och södra delen slogs ihop.

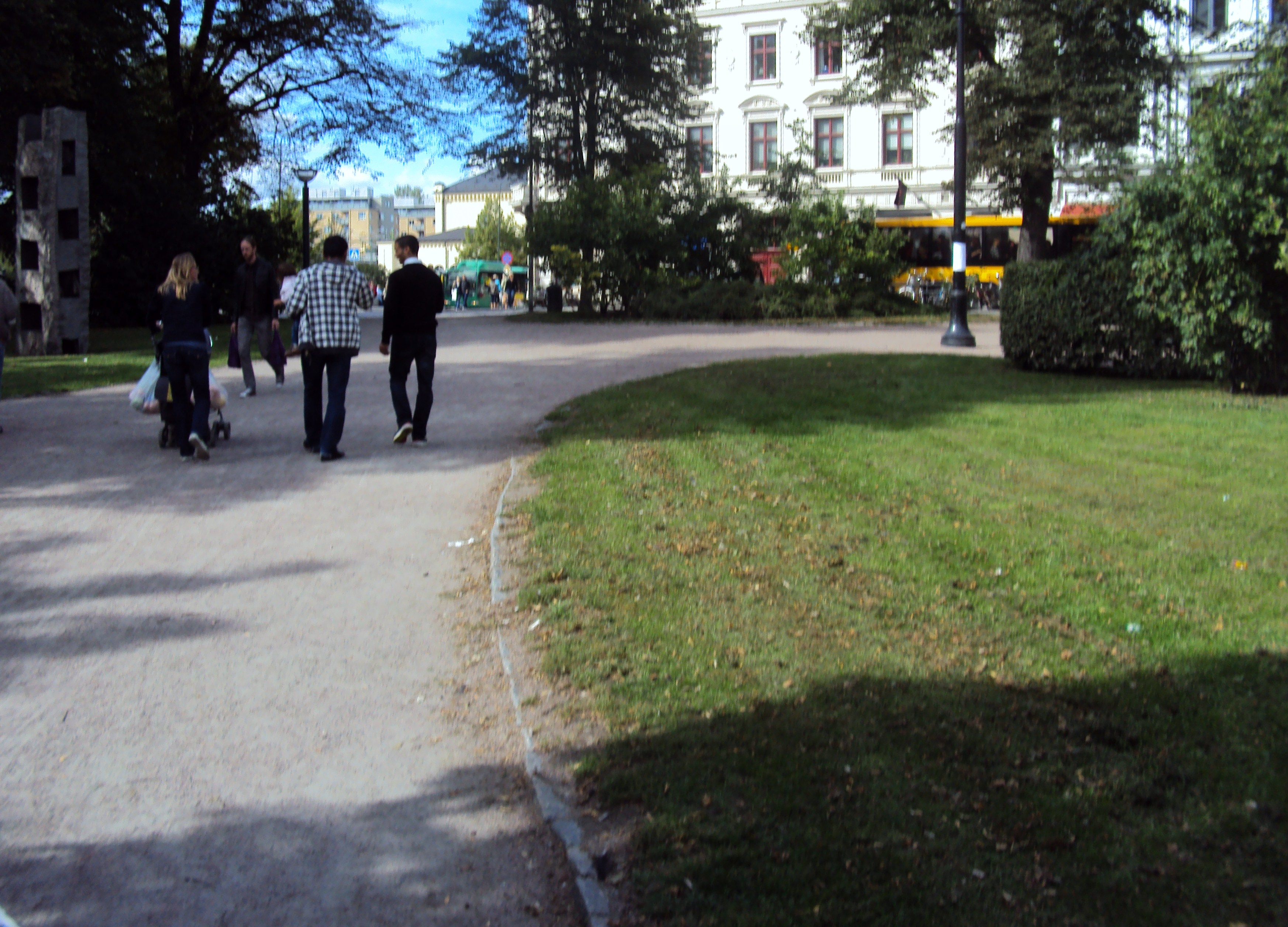
Bantorget med skulpturen Structure Mandala till vänster

År 1991 restes granitskulpturen "Structure Mandala" av Takashi Naraha.

## Omgivning
Torget präglas i hög grad av den omgivande arkitekturen, inte minst Grand Hotel på torgets östra sida, som uppfördes 1896-1898.
De fyra husen i norr sätter liknande prägel på torget. De har tre-fyra våningar och uppfördes 1885-1904 i olika detaljrika stilar. I torgets sydöstra del ligger samtida tvåvåningshus.
Omedelbart väster om torget finns en plantering med skulpturen Lekande barn av Jonas Fröding från 1950-talet.